# Igreja de Nossa Senhora do Pilar (Cinco Ribeiras)

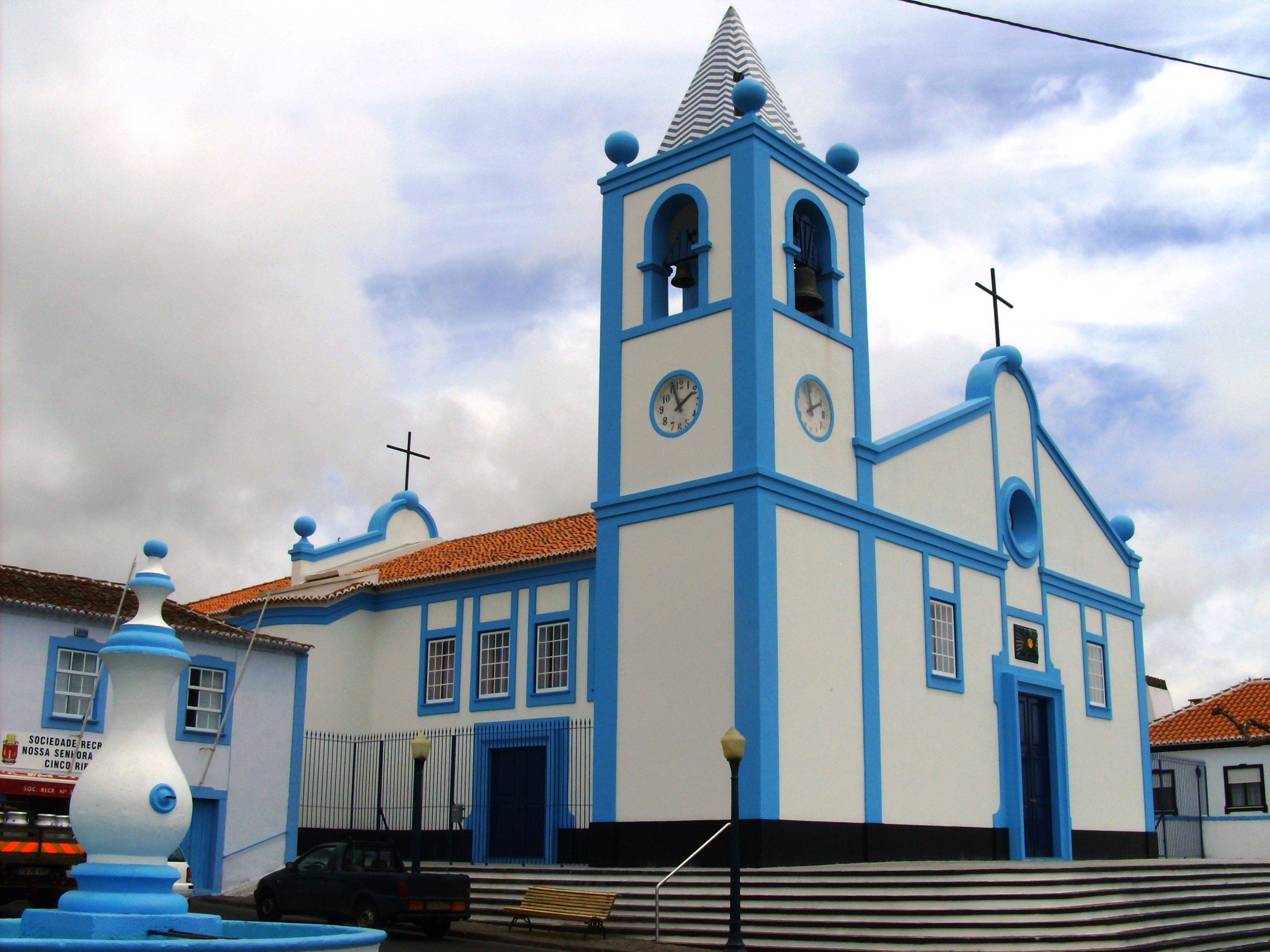
Igreja de Nossa Senhora do Pilar das Cinco Ribeiras: corpo.

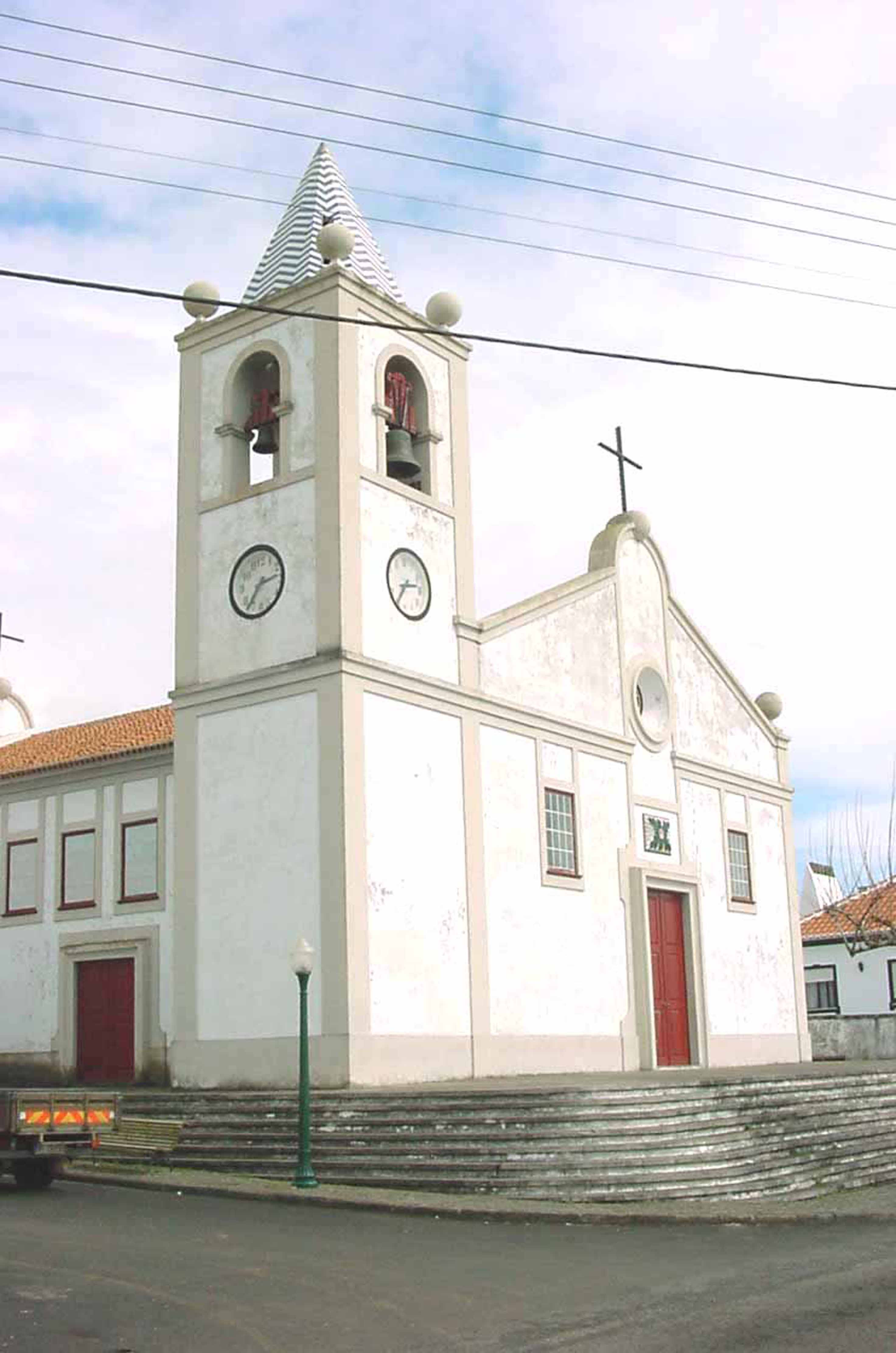
Igreja de Nossa Senhora do Pilar, Cinco Ribeiras.

A Igreja de Nossa Senhora do Pilar localiza-se na freguesia das Cinco Ribeiras, município de Angra do Heroísmo, na Ilha Terceira, nos Açores.

## História
A atual povoação das Cinco Ribeiras inscrevia-se, primitivamente, numa vasta paróquia que se estendia desde a Cruz das Duas Ribeiras, no limite com a atual freguesia de São Bartolomeu dos Regatos (então termo da paróquia de São Mateus da Calheta), até ao Biscoito da Fajã, então limite do concelho da Vila de São Sebastião e da paróquia de São Roque dos Altares.
O lugar das Cinco Ribeiras veio a adquirir algum desenvolvimento, que aumentou quando a Companhia de Jesus ali adquiriu uma propriedade, à semelhança de outras na ilha para veraneio, na qual ergueram, na segunda metade do século XVII, uma ermida sob a invocação de Nossa Senhora do Pilar. Diante da expulsão dos Jesuítas um século mais tarde, a propriedade passou para mãos de particulares, tendo a ermida continuado a serviço da comunidade. Em 1832, a antiga ermida foi doada ao povo da freguesia.
Expulsos os Jesuítas do país na segunda metade do século XVIII, a propriedade foi arrematada por particulares. A ermida manteve-se entretanto ao serviço da comunidade até que, em 1832, foi doada ao povo da freguesia. Com o crescimento da povoação, e localizada fora do núcleo urbano, aquele espaço mostrava-se insuficiente para o culto. Diante da reivindicação de um grupo de moradores, o governador civil do Distrito de Angra do Heroísmo, ao tempo o político progressista Jácome de Ornelas Bruges de Ávila Paim da Câmara, mostrou-se sensível e nomeou, por alvará de 10 de Abril de 1862, uma comissão destinada a desenvolver as diligências necessárias à construção de uma nova igreja, nomeadamente a escolha dos terrenos apropriados, a sua aquisição e a reunião dos indispensáveis meios financeiros e apoios.
O alvará nomeava como presidente da comissão o padre João Lourenço da Rocha, vigário da igreja de São Jorge das Doze Ribeiras, estipulando que os cargos de secretário e tesoureiro fossem eleitos entre os membros da comunidade. A comissão reuniu os homens mais influentes do lugar, ficando constituída pelas seguintes pessoas: padre João Lourenço da Rocha (presidente); Luís António Parreira; Pedro de Meneses Parreira; José Mendes de Sousa Álvares; João Machado Barcelos; Jacinto Borges da Costa (secretário); Bento Coelho da Costa (tesoureiro); Manuel Silveira Candeias; e José Coelho Romeiro.
Reunida a 2 de Julho de 1862 na sacristia da ermida, a comissão, depois de eleger o seu secretário e tesoureiro, apreciou a questão da localização do novo templo, rejeitando quatro ofertas de terrenos que entretanto tinham surgido por não serem contíguos à estrada e no centro da povoação, condições que considerou indispensáveis ao sucesso do projecto.
Os terrenos escolhidos pertenciam à Santa Casa de Misericórdia de Angra do Heroísmo, a qual não os podia vender sem autorização, não tendo a comissão meios para suportar o respectivo foro, a que acrescia a necessidade de se obter o seu domínio útil, o que implicava pagar 72$500 réis a quem os tinha aforado. A aquisição era dificultada ainda, uma vez que, entre os terrenos e a estrada, existiam duas habitações cuja demolição deveria ser suportada pela comissão. Esse impasse apenas foi ultrapassado em 1866, quase cinco anos depois da escolha dos terrenos, quando, após obtida a autorização para venda por parte da Santa Casa da Misericórdia, a Junta de Paróquia de Santa Bárbara das Nove Ribeiras, freguesia a que então pertencia o lugar das Cinco Ribeiras, deliberou suportar a compra, entregando-os livres à comissão.
Adquiridos os terrenos, a bênção da primeira pedra do novo templo ocorreu a 20 de Maio de 1867, seguindo-se a demolição, autorizada no mesmo ano, da primitiva Ermida de Nossa Senhora do Pilar, para se aproveitar a cantaria para o novo templo. A esse respeito, refere o pesquisador Alfredo da Silva Sampaio:
A ermida que existia, era de pequenas dimensões, e projectou-se construir uma outra maior, benzendo-se a primeira pedra, com toda a solenidade, no dia 20 de Maio de 1867. E, para se aproveitarem os materiais do antigo templo, foi permitida a sua demolição por despacho da autoridade eclesiástica, de 23 de Maio de 1867, sendo colocada na igreja paroquial de Santa Bárbara, a imagem da Virgem.
Ainda no mesmo ano, o lugar de Nossa Senhora do Pilar das Cinco Ribeiras foi elevado a curato, por provisão do bispo de Angra, Dom Frei Estêvão de Jesus Maria, datada de 13 de Junho. Benzida a igreja, ficaram reunidas as condições para a elevação do curato a paróquia, o que foi conseguido por decreto de 8 de Fevereiro de 1879.
Os trabalhos de construção da nova igreja desenvolveram-se com rapidez: a 1 de Janeiro de 1871 foi benzida a primeira capela para a celebração da missa, tendo as obras se prolongado até 1872, ano em que foi dada como concluída. Esse novo templo possuía nave única, com várias capelas laterais. No seu frontispício existia um nicho onde estava assente uma imagem da Senhora do Pilar.
Destruído pelo grande terramoto de 1 de Janeiro de 1980, o templo foi reconstruído com a traça atual.